# 茜草街道
茜草街道，是中华人民共和国四川省泸州市江阳区下辖的一个乡镇级行政单位。

## 行政区划
茜草街道下辖以下地区：
毗卢寺社区、鹅宝山社区、坝心社区、联合村、卫国村、光明村、长征村、黎明村、新光村和建国村。